# Saddleworth (ort)
Saddleworth är en ort i Australien. Den ligger i kommunen Clare and Gilbert Valleys och delstaten South Australia, omkring 95 kilometer norr om delstatshuvudstaden Adelaide.
Runt Saddleworth är det mycket glesbefolkat, med 2 invånare per kvadratkilometer.. Närmaste större samhälle är Riverton, nära Saddleworth.
Trakten runt Saddleworth består till största delen av jordbruksmark. Genomsnittlig årsnederbörd är 517 millimeter. Den regnigaste månaden är maj, med i genomsnitt 77 mm nederbörd, och den torraste är december, med 10 mm nederbörd.